# Гран-при Германии 2013 года
Гран-при Германии 2013 года (официально Großer Preis Santander von Deutschland) — автогонка, девятый этап чемпионата мира «Формулы-1» сезона 2013 года, проходивший с 5 по 7 июля на трассе «Нюрбургринг», Нюрбург, Германия. Этот Гран-при стал юбилейным, 60-м Гран-при Германии, проведённым в рамках чемпионатов мира «Формулы-1», и 74-м Гран-при Германии, проведённым за всю историю мирового автоспорта.
Победу в гонке — в четвёртый раз в чемпионате 2013 года и тридцатый раз в карьере (но впервые на домашней трассе) — одержал Себастьян Феттель (Red Bull). Вторым и третьим — в шести секундах позади Феттеля — финишную черту пересекли пилоты команды Lotus: Кими Райкконен стал вторым (с отставанием от Феттеля на 1 сек), Ромен Грожан — третьим (с отставанием от Феттеля на 5,8 сек).
Обладатель поула Льюис Хэмилтон (Mercedes) финишировал в гонке с пятым результатом. Автором «быстрого круга» — в 20-й раз за карьеру — стал Фернандо Алонсо (Ferrari) — 1:33,468 (51-й круг, 198,279 км/ч).
Предыдущий Гран-при Германии «Формулы-1» проходил с 20 по 22 июля 2012 года на трассе «Хоккенхаймринг».

## Перед Гран-при
После целой серии серьёзных инцидентов с шинами, которые имели место во время предыдущего Гран-при — когда во время гонки сразу на четырёх автомобилях разных команд взорвались задние левые шины, компания-поставщик шин Pirelli, проведя собственное расследование и установив причины, заявила о планах по изменению структуры текущей версии шин — для их использования на этом Гран-при Германии, с последующей заменой этой версии на новую, которую компания обещает предоставить командам к следующему за Гран-при Германии Гран-при Венгрии.
В изменённых шинах, которые компания Pirelli предоставила командам на этот Гран-при, стальной корд заменён на кевларовый, что должно снизить рабочую температуру шины на 10 °C и понизить вероятность её взрыва.
В свою очередь FIA, получив от компании Pirelli доклад, содержащий итоги расследования инцидентов с шинами, а также — рекомендации командам по правильному использованию текущей версии шин, выпустила и разослала командам документ, регламентирующий правила работы с шинами на этом Гран-при Германии:

Внимание командам
По причинам безопасности, компания Pirelli попросила нас обеспечить, чтобы шины на всех машинах использовались в соответствии с перечисленными ниже требованиями. Задача каждой из команд — доказать техническому делегату FIA, что на их машинах в любой момент времени соблюдаются следующие правила:
1. Минимальное давление передних и задних шин на старте: 16 фунтов на кв.дюйм
2. Минимальное стабильное давление передних шин по ходу гонки: 20 фунтов на кв.дюйм
3. Минимальное стабильное давление задних шин по ходу гонки: 19 фунтов на кв.дюйм
4. Максимальный отрицательный развал передних колёс: 4 градуса
5. Максимальный отрицательный развал задних колёс: 2,5 градуса
6. Передние и задние колёса должны использоваться на той стороне, для которой они изначально предназначены (нельзя менять с одной стороны на другую)
7. Основы стратегий, изложенные в 13R09NUR Preview V3, должны соблюдаться.

Чарли Уайтинг.— "FIA разослала командам требования по работе с шинами". F1news.ru

## Свободные заезды

### Сессия 1
В первой сессии свободных заездов в команде Marussia произошла замена — вместо Жюля Бьянки на трассу вышел командный тест-пилот Родольфо Гонсалес. Он провёл на трассе 21 круг, показав 21-е время в сессии (1:37,459).
Некоторые команды продолжили обкатку своих технических новинок. Так, на оба автомобиля команды Lotus была установлена пассивная двойная DRS, над созданием которой инженеры Lotus работали более года. Впервые команда её опробовала во время прошлых свободных заездов — но тогда она была установлена лишь на автомобиле Кими Райкконена. Помимо команды Lotus, аналогичную систему на этих свободных заездах тестировала и команда Mercedes — она была установлена на автомобиле Нико Росберга.
Спустя пять минут после начала первой сессии Фернандо Алонсо (Ferrari) был вынужден остановить свой автомобиль прямо на трассе. Причиной послужили проблемы с электрикой автомобиля. В середине сессии Алонсо вновь выехал на трассу, но сразу же был вынужден вернуться в боксы — повторились те же проблемы с электрикой и команда приняла решение заменить целиком ECU. До конца первой сессии он больше так и не вышел на трассу.

### Сессия 2
Во время второй сессии команды продолжили работу по настройке автомобилей, кроме того, командам предстояло оценить эффективность двух разных составов резины. Перед этим Гран-при компания-поставщик шин Pirelli изменила конструкцию задних шин, заменив стальной корд на кевларовый. Пойти на эту замену компанию Pirelli вынудила целая серия инцидентов с задними шинами во время прошлого Гран-при.
Чтобы принять оптимальное решение по настройкам автомобилей для квалификации и гонки, сразу несколько команд разделили программу тестов — их гонщики выехали на трассу на автомобилях с разной конфигурацией. Так, в команде Sauber были протестированы две версии заднего антикрыла.
Жюль Бьянки, пропустивший первую сессию и вышедший на трассу во второй, был вынужден досрочно завершить своё участие в ней — причиной стало расстройство желудка.

### Сессия 3
Утром в субботу в боксах команды Williams, из-за поломки системы KERS, задымился автомобиль Пастора Мальдонадо.
Пожарной службе удалось оперативно предотвратить возгорание. Механики, тщательно проверив автомобиль и не обнаружив никаких повреждений, разрешили Мальдонадо выехать на трассу.
Помимо Мальдонадо, с техническими проблемами столкнулся и Льюис Хэмилтон — механикам команды Mercedes пришлось устранять возникшие на его автомобиле проблемы с задней подвеской.
| Сессия | №  | Лидер             | Конструктор      | Ш | Время    | Погода        | Воздух °C | Трасса °C |
| ------ | -- | ----------------- | ---------------- | - | -------- | ------------- | --------- | --------- |
| 1      | 10 | Льюис Хэмилтон    | Mercedes         | P | 1:31,754 | Облачно. Сухо | +17…18    | +19…23    |
| 2      | 1  | Себастьян Феттель | Red Bull-Renault | P | 1:30,416 | Облачно. Сухо | +19       | +29…28    |
| 3      | 1  | Себастьян Феттель | Red Bull-Renault | P | 1:29,517 | Облачно. Сухо | +22       | +32…30    |

| Гонщик            | Конструктор | Время    |
| ----------------- | ----------- | -------- |
| Родольфо Гонсалес | Marussia    | 1:37,459 |

## Квалификация
Погодные условия: небольшая облачность, сухо. Воздух: +23…25 °C, трасса: +42 °C.

### Часть 1
Победителем первой части квалификации, с результатом 1:30,547, стал гонщик Ferrari Фелипе Масса. Он использовал комплект шин Soft, в то время как остальные потенциальные претенденты на поул-позицию использовали комплекты Medium, стараясь сберечь более мягкие комплекты для своих решающих попыток. По итогам первого сегмента квалификации, из дальнейшей борьбы выбыли: гонщики Williams — Валттери Боттас и Пастор Мальдонадо, гонщики Caterham — Шарль Пик и Гидо ван дер Гарде, гонщики Marussia — Жюль Бьянки и Макс Чилтон.

### Часть 2
Во второй части квалификации все пилоты использовали комплекты шин Soft. Лучшим вновь стал Фелипе Масса — 1:29,825. Как и в первой части, он опять был чуть быстрее Кими Райкконена (Lotus). Главной неожиданностью этой части квалификации стало выбывание из дальнейшей борьбы обладателя трёх поулов этого сезона Нико Росберга(Mercedes). Команда, решив, что время, показанное Росбергом в первой попытке, является достаточным для выхода в третью часть квалификации, решила не выпускать его на трассу, и просчиталась. Вместе с Росбергом из дальнейшей борьбы выбыли: Пол ди Реста, Серхио Перес, Эстебан Гутьеррес, Адриан Сутиль и Жан-Эрик Вернь.

### Часть 3
После первой серии кругов лучшее время в третьем сегменте показал Льюис Хэмилтон — 1:29,540. На последней минуте Себастьян Феттель смог улучшить это время, показав 1:29,501, но Хэмилтону удалось защитить свою поул-позицию — его победное время составило 1:29,398. Этот поул стал 29-м в карьере Льюиса. Вторым и третьим в гонке квалифицировались пилоты команды Red Bull Себастьян Феттель и Марк Уэббер соответственно. К слову, Уэббер потерял время в последнем повороте из-за медленно двигавшегося болида Фернандо Алонсо, который квалифицировался с 8-м результатом — сразу позади его коллеги по команде Фелипе Массы. Даниэль Риккардо (Toro Rosso), показавший 6-е время, во второй гонке подряд будет стартовать с третьего ряда стартового поля. Дженсон Баттон (McLaren) и Нико Хюлькенберг (Sauber) не принимали участия в третьем сегменте квалификации, предпочтя сэкономить комплекты шин на предстоящую гонку.
| Место                                          | №  | Гонщик             | Конструктор          | Часть 1  | Часть 2  | Часть 3   | Старт |
| ---------------------------------------------- | -- | ------------------ | -------------------- | -------- | -------- | --------- | ----- |
| 1                                              | 10 | Льюис Хэмилтон     | Mercedes             | 1:31,131 | 1:30,152 | 1:29,398  | 1     |
| 2                                              | 1  | Себастьян Феттель  | Red Bull-Renault     | 1:31,269 | 1:29,992 | 1:29,501  | 2     |
| 3                                              | 2  | Марк Уэббер        | Red Bull-Renault     | 1:31,428 | 1:30,217 | 1:29,608  | 3     |
| 4                                              | 7  | Кими Райкконен     | Lotus-Renault        | 1:30,676 | 1:29,852 | 1:29,892  | 4     |
| 5                                              | 8  | Ромен Грожан       | Lotus-Renault        | 1:31,242 | 1:30,005 | 1:29,959  | 5     |
| 6                                              | 19 | Даниэль Риккардо   | Toro Rosso-Ferrari   | 1:31,081 | 1:30,223 | 1:30,528  | 6     |
| 7                                              | 4  | Фелипе Масса       | Ferrari              | 1:30,547 | 1:29,825 | 1:31,126  | 7     |
| 8                                              | 3  | Фернандо Алонсо    | Ferrari              | 1:30,709 | 1:29,962 | 1:31,209  | 8     |
| 9                                              | 5  | Дженсон Баттон     | McLaren-Mercedes     | 1:31,181 | 1:30,269 | Без врем. | 9     |
| 10                                             | 11 | Нико Хюлькенберг   | Sauber-Ferrari       | 1:31,132 | 1:30,231 | Без врем. | 10    |
| 11                                             | 9  | Нико Росберг       | Mercedes             | 1:31,322 | 1:30,326 |           | 11    |
| 12                                             | 14 | Пол ди Реста       | Force India-Mercedes | 1:31,322 | 1:30,697 |           | 12    |
| 13                                             | 6  | Серхио Перес       | McLaren-Mercedes     | 1:31,498 | 1:30,933 |           | 13    |
| 14                                             | 12 | Эстебан Гутьеррес  | Sauber-Ferrari       | 1:31,681 | 1:31,010 |           | 14    |
| 15                                             | 15 | Адриан Сутиль      | Force India-Mercedes | 1:31,320 | 1:31,010 |           | 15    |
| 16                                             | 18 | Жан-Эрик Вернь     | Toro Rosso-Ferrari   | 1:31,629 | 1:31,104 |           | 16    |
| 17                                             | 17 | Валттери Боттас    | Williams-Renault     | 1:31,693 |          |           | 17    |
| 18                                             | 16 | Пастор Мальдонадо  | Williams-Renault     | 1:31,707 |          |           | 18    |
| 19                                             | 20 | Шарль Пик          | Caterham-Renault     | 1:32,937 |          |           | 221   |
| 20                                             | 22 | Жюль Бьянки        | Marussia-Cosworth    | 1:33,063 |          |           | 19    |
| 21                                             | 21 | Гидо ван дер Гарде | Caterham-Renault     | 1:33,734 |          |           | 20    |
| 22                                             | 23 | Макс Чилтон        | Marussia-Cosworth    | 1:34,098 |          |           | 21    |
| 107% от времени лидера первой сессии: 1:36,885 |    |                    |                      |          |          |           |       |
| Источник:                                      |    |                    |                      |          |          |           |       |

Примечания
1. ↑  По решению стюардов Гран-при Германии Шарль Пик (Caterham) был наказан потерей пяти стартовых позиций — перед гонкой на его болиде была произведена замена промежуточного вала коробки передач.

## Гонка
| Место    | С  | +/- | №  | Гонщик             | Конструктор          | Ш | Круги | Время/причина схода | Скорость | Пит | Типы шин | О  |
| -------- | -- | --- | -- | ------------------ | -------------------- | - | ----- | ------------------- | -------- | --- | -------- | -- |
| 1        | 2  | ▲1  | 1  | Себастьян Феттель  | Red Bull-Renault     | P | 60    | 1ч41:14,711         | 182,896  | 3   | SM       | 25 |
| 2        | 4  | ▲2  | 7  | Кими Райкконен     | Lotus-Renault        | P | 60    | +1,008              | 182,866  | 3   | SMS      | 18 |
| 3        | 5  | ▲2  | 8  | Ромен Грожан       | Lotus-Renault        | P | 60    | +5,830              | 182,721  | 3   | SM       | 15 |
| 4        | 8  | ▲4  | 3  | Фернандо Алонсо    | Ferrari              | P | 60    | +7,721              | 182,664  | 3   | MS       | 12 |
| 5        | 1  | ▼4  | 10 | Льюис Хэмилтон     | Mercedes             | P | 60    | +26,927             | 182,089  | 3   | SM       | 10 |
| 6        | 9  | ▲3  | 5  | Дженсон Баттон     | McLaren-Mercedes     | P | 60    | +27,996             | 182,057  | 2   | MS       | 8  |
| 7        | 3  | ▼4  | 2  | Марк Уэббер        | Red Bull-Renault     | P | 60    | +37,562             | 181,772  | 3   | SM       | 6  |
| 8        | 13 | ▲5  | 6  | Серхио Перес       | McLaren-Mercedes     | P | 60    | +38,306             | 181,750  | 2   | SM       | 4  |
| 9        | 11 | ▲2  | 9  | Нико Росберг       | Mercedes             | P | 60    | +46,821             | 181,497  | 3   | MS       | 2  |
| 10       | 10 | ▬   | 11 | Нико Хюлькенберг   | Sauber-Ferrari       | P | 60    | +49,892             | 181,406  | 3   | MS       | 1  |
| 11       | 12 | ▲1  | 14 | Пол ди Реста       | Force India-Mercedes | P | 60    | +53,771             | 181,291  | 2   | SM       |    |
| 12       | 6  | ▼6  | 19 | Даниэль Риккардо   | Toro Rosso-Ferrari   | P | 60    | +56,975             | 181,196  | 3   | SM       |    |
| 13       | 15 | ▲2  | 15 | Адриан Сутиль      | Force India-Mercedes | P | 60    | +57,738             | 181,174  | 3   | SM       |    |
| 14       | 14 | ▬   | 12 | Эстебан Гутьеррес  | Sauber-Ferrari       | P | 60    | +1:00,160           | 181,102  | 3   | SM       |    |
| 15       | 18 | ▲3  | 16 | Пастор Мальдонадо  | Williams-Renault     | P | 60    | +1:01,929           | 181,050  | 2   | MS       |    |
| 16       | 17 | ▲1  | 17 | Валттери Боттас    | Williams-Renault     | P | 59    | +1 круг             | 179,572  | 2   | MS       |    |
| 17       | 22 | ▲5  | 20 | Шарль Пик          | Caterham-Renault     | P | 59    | +1 круг             | 178,791  | 3   | SM       |    |
| 18       | 20 | ▲2  | 21 | Гидо ван дер Гарде | Caterham-Renault     | P | 59    | +1 круг             | 178,643  | 3   | SM       |    |
| 19       | 21 | ▲2  | 23 | Макс Чилтон        | Marussia-Cosworth    | P | 59    | +1 круг             | 178,502  | 4   | SM       |    |
| Сход     | 16 | ▼2  | 18 | Жан-Эрик Вернь     | Toro Rosso-Ferrari   | P | 22    | Гидравлика          | —        | 1   | SM       |    |
| Сход     | 19 | ▼2  | 22 | Жюль Бьянки        | Marussia-Cosworth    | P | 21    | Мотор               | —        | 2   | SM       |    |
| Сход     | 7  | ▼15 | 4  | Фелипе Масса       | Ferrari              | P | 3     | Вылет               | —        | 0   | M        |    |
| Источник |    |     |    |                    |                      |   |       |                     |          |     |          |    |

| № | Гонщик            | Конструктор      | Круги             | Всего |
| - | ----------------- | ---------------- | ----------------- | ----- |
| 1 | Себастьян Феттель | Red Bull-Renault | 1-6, 14-40, 50-60 | 44    |
| 2 | Марк Уэббер       | Red Bull-Renault | 7-8               | 2     |
| 8 | Ромен Грожан      | Lotus-Renault    | 9-13              | 5     |
| 7 | Кими Райкконен    | Lotus-Renault    | 41-49             | 9     |

## Положение в чемпионате после Гран-при
| Место | +/- | Гонщик            | Очки |
| ----- | --- | ----------------- | ---- |
| 1     | ▬   | Себастьян Феттель | 157  |
| 2     | ▬   | Фернандо Алонсо   | 123  |
| 3     | ▬   | Кими Райкконен    | 116  |
| 4     | ▬   | Льюис Хэмилтон    | 99   |
| 5     | ▬   | Марк Уэббер       | 93   |

| Место | +/- | Конструктор          | Очки |
| ----- | --- | -------------------- | ---- |
| 1     | ▬   | Red Bull-Renault     | 250  |
| 2     | ▬   | Mercedes             | 183  |
| 3     | ▬   | Ferrari              | 180  |
| 4     | ▬   | Lotus-Renault        | 157  |
| 5     | ▬   | Force India-Mercedes | 59   |

- Примечание: в обе таблицы включены только первые 5 позиций.
- 29-й поул Льюиса Хэмилтона
- 15-й поул команды Mercedes
- 20-й быстрый круг Фернандо Алонсо
- 228-й быстрый круг команды Ferrari
- 30-я победа Себастьяна Феттеля
- 38-я победа команды Red Bull
- 6 000-е очко шин Pirelli[9]

Выборка сделана на основе данных, опубликованных ресурсом StatsF1